# 波士尼亞與赫塞哥維納的克羅埃西亞人
克羅埃西亞人是波士尼亞與赫塞哥維納的第三大民族，僅次於境內的波族和塞族。
在西元7世紀時期，波士尼亞就已經居住有克羅埃西亞人。他們對波赫的文化做出了巨大貢獻。波士尼亞與赫塞哥維納的克羅埃西亞人以克羅埃西亞語為母語，大多信仰羅馬天主教。在15世紀至19世紀期間，許多波士尼亞與赫塞哥維納的克羅埃西亞人遭到奧斯曼帝國的迫害，被迫離開波赫。在1990年代，種族清洗使得許多克羅埃西亞人移居波士尼亞與赫塞哥維納聯邦和克羅埃西亞。據波赫統計局在2013年進行的人口普查，現在波赫有553,000人克羅埃西亞人生活。